# Raul Soares
Raul Soares este un oraș în Minas Gerais (MG), Brazilia.